# Remember Mary Magdalen
Remember Mary Magdalen er en amerikansk stumfilm fra 1914.

## Medvirkende
- Pauline Bush
- Murdock MacQuarrie
- Lon Chaney